# Prunus pseudoprostrata
Prunus pseudoprostrata är en rosväxtart som först beskrevs av Antonina Ivanovna Pojarkova, och fick sitt nu gällande namn av Karl Heinz Rechinger. Prunus pseudoprostrata ingår i släktet prunusar, och familjen rosväxter. Inga underarter finns listade i Catalogue of Life.